# Либерализъм в България
Либерализмът в България е политическо движение, следващо идеологията на либерализма, появило се в България в средата на XIX век и съществуващо до наши дни.

## Възникване
Първите прояви на либерализма в България се намират в текстове от 40-те години на XIX век на повлияни от Новогръцкото просвещение общественици, като Иван Селимински. През 60-те години решаващо става влиянието на сръбския либерализъм, а чрез него и на централноевропейския национален либерализъм. Подобно на сръбските либерали, автори като участвалия в „Омладина“ Любен Каравелов виждат в либерализма органично продължение на традиционната егалитарна и демократична структура на българските общини. Те обвързват тясно търсената национална независимост с либералното устройство на националните държави – „лична свобода и народна свобода“ по думите на Каравелов.
Възгледите на националните либерали като Каравелов са много по-демократични от доминиращите в европейския либерализъм по това време. Той смята демокрацията за естествено продължение на принципа за равноправие и вижда в нея средство за избягване на нежелателно социално разслоение, като дори, вземайки за пример Съединените щати и Швейцария се обявява за републиканско устройство, наричайки монархията „съзаклятие против благосъстоянието народно и против неговата свобода“.
През 60-те години в българския национален либерализъм се формира и по-умерено и реформистко течение, включващо общественици като Петко Славейков и Марко Балабанов. Те споделят повечето възгледи на радикалите, като Любен Каравелов, но са по-скептични към вродената способност за общо действие на българската нация – те смятат, че тя трябва да се изгражда със системна работа, включваща разпространение на образованието и постигане на църковна самостоятелност, които трябва да предпазят нацията от претенциите на гърци и сърби.

## След Освобождението
Непосредствено след Освобождението политическият живот в България е доминиран от две основни либерални партии – либерално-демократическата Либерална партия и класическата либерална Консервативна партия, които продължават традицията на радикалните и умерените либерали от предходния период. Двете партии се противопоставят във връзка с първоначалното държавно устройство на страната – основни спорни въпроси са създаването на горна камара на парламента и въвеждането на избирателен ценз, като радикалите успяват да се наложат и по двата при съставянето на Търновската конституция от 1879 година. Въпреки разногласията си, и двете партии виждат в либералните и демократични институции необходима основа за идентификация на гражданите с държавата, както и за реализацията на националното обединение.
През следващите десетилетия, до края на Първата световна война, в управлението на страната се редуват няколко либерални партии с минимални различия във вътрешнополитическите си програми, обикновено противопоставящи се помежду си въз основа на различия по отношение външната политики, най-вече на различни тактики за осъществяване на националното обединение. Всички те се застъпват за запазване на либералното конституционно устройство, но и за задължително държавно начално образование и стопански протекционизъм.